# Борсо д'Есте
Борсо д'Есте (італ. Borso d'Este; 24 серпня 1413 — 20 серпня 1471) — маркіз феррарський (1450—1471), моденський і реджоський (1450—1452). Перший  герцог моденський і реджоський (1452—1471), перший герцог феррарський (1471). Представник шляхетного італійського Естенського дому. Позашлюбний син феррарського маркіза Нікколо III д'Есте від коханки Стелли де Толомей. Легалізований папою Євгенієм IV.  Єдиноутробний брат маркіза Леонелло д'Есте. Очолив Феррарську сеньйорію після смерті Леонелло. За панування відбулося піднесення еконмоічного та культурного життя Феррари. 14 квітня 1471 року на Пасху в Римі отримав з рук папи Павла ІІ титул герцога Ферарри в обмін на визнання верховенства Святого Престолу. Помер у Феррарі. Похований у фундованому ним Феррарському картузіанському монастирі. Його спадок і титули перейшли рідному братові Ерколе I д'Есте.

## Імена
- Борсій Естенський (лат. Borsius Estensis) — у тогочасних і пізніших латинських документах, з тронним номером, або без нього, з родинним іменем Естенського дому, узятим від міста Есте.
- Борсо д'Есте, Борсо з Есте, або Борсо Естенський (італ. Borso d'Este) — за родовим іменем.
- Борсо Феррарський (італ. Borso di Ferrara) — за назвою герцогства.

## Біографія
Походив з династії Есте. Молодший позашлюбний син Нікколо III, маркіза Феррари, від його коханки Стелли де Толомей, флорентійської шляхтянки. Народився 1413 року. Здобув початкову освіту. В подальшому допомагав братові Леонелло з управління в Модені та РЕджо.
1450 року після смерті старшого брата Леонелло спадкував владу. До 1454 року підтримував Венецію у протистоянні з Франческо Сфорца, герцогом Мілану. 1452 року Борсо отримав (точніше купив) від імператора Фрідріха III Габсбурга (він здійснив поборож з Відня до Риму) титул герцога Феррари, Модени і Реджо. 1453 Борсо отримує від імператора титул графа Ровіго. При ньому була влаштована у Феррарі перша друкарня (Андреа Галло).
В союзі з Венеційською республікою у 1466 році підтримав флорентійських вигнанців Ніколо Содеріні та Діотісальві Нероні проти П'єро ді Козімо Медічі, фактичного правителя Флоренції. Герцог відправив війська на чолі із зведеним братом Ерколе. У 1468 році приєднався до загального миру з Флоренцією.
Борсо став майже законодавцем світських звичаїв. Сприяв небувалому до того економічному піднесенню держави, усіляко підтримуючи ремелса, торгівлю та землеробство. Впевнений у своїй силі й славі, Борсо допустив «вдячне населення» поставити у Феррарі його пам'ятник ще за життя. Піддані дійсно були задоволені його мирним правлінням, незважаючи на вимогливість уряду.

### Герцог Феррарський
Дружба із папою Павлом ІІ дозволила Борсо реалізувати його найбільшу мрію — отримати достоїнство герцога Феррари для себе і своїх спадкоємців. Зі свого боку папа хотів перетворити Феррарські землі на заслон від експансії амбітної Венеції. Задовольняючи прохання Борсо і даруючи йому герцогський титул (привілей, наданий свого часу лише Оддо-Антоніо да Монтефельтро в 1433 році), понтифік гадав, що укріпить зв'язки із Естенським домом і, тим самим, зміцнить Папську державу.
Інвеститура — надання титулу герцога Феррарського — відбулася 14 квітня 1471 року на Пасху в Римі, в соборі Святого Петра. Борсо був урочисто рукоположений у герцоги, в обмін на визнання верховенства (сюзеренітету) Святого Престолу. Торжества тривали цілий місяць. Серед них був і лицарський турнір за участі двох команд з Феррари: «діамантової» на честь Ерколе д'Есте і «вітрильної» на честь Нікколо ді Ліонелло. Хроністи описують пишну церемонію, багатство убранства гостей і щедроту самого Борсо, який розкидав срібняки народу за будь-якої нагоди; але, водночас, зазначають, що союз між Святим Престолом і Естенським домом приніс більше вигоди Риму, який в підсумку поглинув Феррару наприкінці XVI ст.

### Смерть
Помер у серпні того ж року, залишивши по собі у скарбниці 500 тис. дукатів і унікальну колекцію коштовностей. Йому спадкував брат Ерколе I.

## Меценат
Продовжив батька і брата щодо перетворення Феррари на важливий культурний центр. Саме за його панування сформувалася порт. Феррарська школа живопису. Її членам герцог доручив створення фресок у Палаццо Схіфанойя і мініатюри для Біблії (тепер відома як «Біблія Борсо д'Есте»). Він так само як і брат був покровителем багатьох музикантів, зокрема П'єтробоно дель Чітарріно, Нікколо Тодеско і Блазіо Монтоліно.
Разом з тим на відміну від брата Леонелло до підтримку мистецтва та літератури ставився з рагмпатичних позицій, як потужного інструменту пропаганди особистої величі, сили Феррарської держави та усієї династії Есте. Це відбилося в тому, що він надавав кошти лише тим, кого вважав здатним реалізувати його плани. В силу малоосвіченності не міг виявляти таланти.

## Сім'я
- Батько: Нікколо III д'Есте (1383—1441), маркіз феррарський, моденський і реджоський (1393—1441).
- Мати: Стелла де Толомей (?—1419), донька Джованні де Толомея.
- Єдиноутробні брати: 
  - Леонелло д'Есте (1407—1450), маркіз феррарський, моденський і реджоський (1441—1450).
- Рідні брати:
  - Уго д'Есте (1405—1425)
  - Ерколе I д'Есте (1431—1505), герцог феррарський, моденський і реджоський (1471—1505).
- Сестри:
  - Джіневра д'Есте (1419—1440) ∞ Сигізмундо Пандольфо Малатеста, сеньйор рімінський.
- Небожі: 
  - Нікколо д'Есте (1438—1476)
  - Франческо д'Есте (1444—після 1471)

### Монографії. Статті
- Pardi, G. Borso d'Este, duca di Ferrara // Studi storici, XV (1906), pp. 3–58, 133-203, 241-288, 377-415; XVI (1907), pp. 113–167.
- De Stefani, C. Storia dei Comuni della Garfagnana // Atti e mem. delle RR. Deput. di st. patria per le prov. mod., s. 7, III (1923), pp. 202–204.
- Lazzari, A. Come parlava il duca B. d'E. // Attraverso la storia di Ferrara, ibid., n.s., X (1954), pp. 97 ss.
- Lazzari, A. Il primo duca di Ferrara, Borso d'Este. Ferrara, 1945.
- Lazzari, A. Un dialogo di L. Carbone in lode del duca Borso // Atti e mem. della Deput. ferrar. di st. patria, XXVII (1928), pp. 127 ss.

### Довідники
- Chiappini, Luciano. Borso d'Este duca di Modena, Reggio e Ferrara  // Dizionario biografico degli italiani, vol. 13, 1971.